# Magyar nyelvtan
A cikk a magyar nyelvtant összegzi, főként azokat az ismertetőjegyeket, amelyek a többi nyelvvel összehasonlítva a magyar nyelvre inkább jellemzőek.

## Toldalékok

### A toldalékok halmozása
A magyar nyelvtanok a toldalékok három alaptípusát különböztetik meg: a képzőt, a jelet és a ragot, amelyek egyes kivételektől eltekintve (például nagybani) ebben a sorrendben járulnak a szótőhöz. Még az egyes csoportokon belül is meghatározott a sorrend, például a műveltető és ható jelentést is kifejező igében a szótövet először a műveltető, majd a ható ige képzője követi. Egy szó általában legfeljebb hat toldalékot kaphat; a magyar szövegekben a szavak átlagosan 3,15 szóelemből állnak, a szótövet is beleértve. Ez hozzájárul a nyelv tömörségéhez.
Példák:
tehetetlenségével

felépítése:
tehetetlen  (< tehet + (e)tlen (fosztó melléknévképző), < ten(ni) (tun) + het (a tesz igéből képzett ható ige))
tehetetlenség (elvont főnevet képezve)
tehetetlensége (birtokos személyraggal)
igazságtalanságunkkal = 

 felépítése
igaz
igazság (elvont főnevet képezve)
igazságtalan (fosztóképzővel)
igazságtalanság (elvont főnevet képezve)
igazságtalanságunk (birtokos személyraggal)

### A személyragok áttekintése
A nyelvben a személyes névmások, a jel értékű birtokos személyragok és igei személyragok általában egyformák. (Az alábbi példában a személyes névmások tárgyesete is adott, noha annak ragozása kevésbé szabályos.)
| Névmás    | Névmás    | Eset/posztpozíció töve | Eset/posztpozíció töve | Főnév                 | Ige                     | Ige                   | Tipikus elem                               |
| Alanyeset | Tárgyeset | + személyrag           | + személyrag           | + birtokos személyrag | Határozatlan, jelen idő | Határozott, jelen idő | Tipikus elem                               |
| --------- | --------- | ---------------------- | ---------------------- | --------------------- | ----------------------- | --------------------- | ------------------------------------------ |
| én        | engem     | nálam                  | alattam                | lakásom               | látok                   | látom                 | -m kötőhangokkal: -o/(-a)/-e/-ö vagy -a/-e |
| te        | téged     | nálad                  | alattad                | lakásod               | látsz                   | látod                 | -d kötőhangokkal: -o/(-a)/-e/-ö vagy -a/-e |
| ő         | őt        | nála                   | alatta                 | lakása                | lát                     | látja                 | -a/-e                                      |
| mi        | minket    | nálunk                 | alattunk               | lakásunk              | látunk                  | látjuk                | -nk kötőhangokkal: -u/-ü                   |
| ti        | titeket   | nálatok                | alattatok              | lakásotok             | láttok                  | látjátok              | -tok/-tek/-tök                             |
| ők        | őket      | náluk                  | alattuk                | lakásuk               | látnak                  | látják                | -k                                         |

### Magánhangzó-harmónia a toldalékokban
A magánhangzó-harmónia a toldalékokban is megjelenik. Bizonyos toldalékok nemcsak nyelvállás, hanem ajakműködés szerint is igazodnak a szótőhöz.
A toldalékok által kötőhangként használt magánhangzók párokba rendezhetők:
| Hátsó nyelvállású | Elülső nyelvállású |
| változat          | változat           |
| ----------------- | ------------------ |
| o                 | e/ö                |
| a                 | e                  |
| á                 | é                  |
| u                 | ü                  |
| ú                 | ű                  |
| ó                 | ő                  |

Amint az látható, a párok/hármasok tagjai megegyeznek magasságban és hosszúságban, de különböznek nyelvállásban. (A kivétel az „á/é” pár, ahol az á is hátsó állású.)
Az e, é és az i, í hangok átlátszók. Ha a szóban vannak más magánhangzók is, akkor nem vesznek részt a szó hangrendjének meghatározásában. Ha a szóban csak ezek a magánhangzók szerepelnek, akkor a szó viselkedhet magas, vagy mély hangrendűként is, ami az adott szó történetétől függ. Például viselkedését tekintve a gyerek magas hangrendű, a híd mély hangrendű; a férfi korábbi alakja férfiú volt, történeti okokból hagyományosan mély hangrendűként viselkedett, ma azonban magas hangrendű ragokkal is előfordul (férfinak, férfinek). Hasonló bizonytalanság tapasztalható egyes újabban átvett idegen eredetű szavakkal kapcsolatban is (oxigénban, oxigénben; Athéntól, Athéntől).

### A toldalékok alakja
Alakjuk szerint a toldalékok ezekbe a csoportokba oszthatók:
- mássalhangzóval kezdődő toldalék, a kezdő mássalhangzó nem hasonul a szótő mássalhangzójához, például -ban/ben, -hoz/-hez/-höz.
- v-vel kezdődő toldalék, a v hasonul a szőtőhöz, például -val/-vel.
- magánhangzóval kezdődő toldalék, nem hasonul, például -ul/ül
- mássalhangzóval végződő tőhöz o/e/ö/a kötőhangzókkal kapcsolódó toldalék, például -ak/-ek/-ok/-ök/-k
- mássalhangzóval végződő tőhöz u/ü kötőhangokkal kapcsolódó toldalék, például -unk/-ünk/-nk
- -j kötőhang, a magánhangzóval és bizonyos mássalhangzókkal végződő tőhöz kapcsolódva, például -a/-e/-ja/-je
- változatlan, például -kor, -ig, -képpen, -ért.

## Szófajok

### Főnév
A határozott névelő mássalhangzóval kezdődő főnév előtt a, magánhangzóval kezdődő előtt az. A határozatlan névelő az egy. A határozatlan névelő számnévi jellege erős, emiatt többes számban névmások, illetve határozott vagy határozatlan számnevek helyettesítik.
Az indoeurópai és több más nyelvtől eltérően a főneveknek nincs nemük, még a névmások sem jelzik még a természetes nemet sem. Mindez nem jelenti azt, hogy nem jelezhetjük a nemet, ha az fontos. Sok foglalkozásnévben a nő utótag jelzi a nőt, például színésznő, tanárnő.

#### Többes szám
A főnevek többes számának jele a -k, amit mássalhangzóval végződő főnevek esetén kötőhang előz meg. Ezt a fent leírt szabályok határozzák meg:
- az asztal – asztalok
- a madár – madarak
- a gyerek – gyerekek
- a könyv – könyvek
- a bükk – bükkök

A többes számot a nyelv általában csak akkor tünteti fel, ha az nem derül ki a szövegkörnyezetből. Példa: öt fiú, de Látom a fiúkat.. Hasonlóan, az állítmány is csak akkor jelzi a többes számot, ha az az alanyon is fel van tüntetve. Példa: A halak úsznak, de: Öt fiú jön.
Birtokos személyrag előtt -i jelöli a többes számot.

#### Birtoklás
A birtoklást a birtokossal egyeztetett birtokos személyrag jelzi. A személyrag elnevezés csalóka, mivel nem ragnak, hanem jelnek számít, így egyes nyelvtankönyvek birtokos személyjelként utalnak rá. A kifejezés állhat egyenes szórendben, például: a szék lába, de fordított szórendben is, ami a birtokost emeli ki: lába a széknek. A birtokos a fordított szórendben ragot kap: -nak, -nek. A határozott névelő a fordított szórend lényeges része, de az egyenes szórend használatakor is gyakori. Maguk a személyragok a fentiek szerint alakulnak, így elnevezésük a személyragokkal való párhuzamra is utal.

#### Ragok
A főnév bármilyen szerepet betölthet a mondatban. A határozók és a tárgy mondatban betöltött szerepét a ragok fejezik ki, a többi mondatrész szerepében a főnév nem kap ragot. Ezek az indoeurópai nyelvekben eseteknek, vagy elöljárószavas szerkezeteknek felelnek meg. A v-vel kezdődő ragok v-je teljesen hasonul a mássalhangzóval végződő főnév végéhez.
Általában a következő ragos alakokat nevezik eseteknek:
| Név                        | Rag       | Példa   | Szerep                          |
| -------------------------- | --------- | ------- | ------------------------------- |
| nominativus                | ∅         | ház     | alany                           |
| dativus (genitivus)        | -nak/-nek | háznak  | részeshatározó (birtokos jelző) |
| accusativus                | -t        | házat   | tárgy                           |
| instrumentalis-comitativus | -val/-vel | házzal  | eszköz-, társhatározó           |
| causalis-finalis           | -ért      | házért  | ok-, célhatározó                |
| translativus-factivus      | -vá/-vé   | házzá   | eredményhatározó                |
| terminativus               | -ig       | házig   | véghatározó                     |
| essivus-formalis           | -ként     | házként | essivusi állapothatározó        |
| essivus-modalis            | -ul/-ül   | házul   | essivusi módhatározó            |

A következő kilenc rag helyhatározói (esetnevekkel):
|         | belső                         | felszíni                             | közeli                             |
| ------- | ----------------------------- | ------------------------------------ | ---------------------------------- |
| honnan? | -ból/-ből ház-ból (Elativus)  | -ról/-ről ház-ról (Delativus)        | -tól/-től ház-tól (Ablativus)      |
| hol?    | -ban/-ben ház-ban (Inessivus) | -n/-on/-en/-ön ház-on (Superessivus) | -nál/-nél ház-nál (Adessivus)      |
| hova?   | -ba/-be ház-ba (Illativus)    | -ra/-re ház-ra (Sublativus)          | -hoz/-hez/-höz ház-hoz (Allativus) |

A következőket nem tekintik valódi esetragoknak:
| Név                      | Rag         | Példa                          | Szerep                |
| ------------------------ | ----------- | ------------------------------ | --------------------- |
| temporalis               | -kor        | éjfélkor                       | időhatározó           |
| sociativus               | -stul/-stül | családostul                    | társhatározó          |
| distributivus-temporalis | -nta/-nte   | naponta                        | ismétlődő időhatározó |
| distributivus            | -nként      | fejenként                      | osztóhatározó         |
| formalis                 | -képpen     | ajándékképpen                  |                       |
| locativus                | -t          | Pécsett                        | helyhatározó          |
| modalis-essivus          | -an, -lag   | világosan, hárman, hallgatólag |                       |
| multiplicativus          | -szor       | nyolcszor                      | számhatározó          |

### Névutók
A magyar nyelvben a viszonyszók az alaptagjuk után állnak, ezért névutóknak nevezzük őket. Általában nem vonzanak magukkal ragot, de vannak kivételek:
| genitivus                  | valami / valaminek | ellenére, folyamán, jóvoltából, kedvéért, következtében , mentén, részére, révén, számára, útján |
| superessivus               | valamin            | alul, át, belül, felül/fölül, innen, keresztül, kezdve, kívül, túl                               |
| sublativus                 | valamire           | nézve                                                                                            |
| allativus                  | valamihez          | hasonlóan, képest                                                                                |
| adessivus                  | valaminél          | fogva                                                                                            |
| ablativus                  | valamitől          | fogva, kezdve                                                                                    |
| instrumentalis/comitativus | valamivel          | együtt, szemben                                                                                  |

Példák: a házon keresztül, az autón kívül.  Történetileg sok rag névutóból alakult ki.
| honnan? | alól  | fölül  | elől  | mögül  | mellől  | közül  | -     | -    | -        | -  | -   | -         |
| hol?    | alatt | fölött | előtt | mögött | mellett | között | körül | után | hosszant | át | túl | keresztül |
| hová?   | alá   | fölé   | elé   | mögé   | mellé   | közé   | köré  | -    | -        | -  | -   | -         |

Egyes névutók összetételeket alkothatnak, amikben személyes névmások az előtagok, és birtokos személyragokat kaphatnak:
| Személyes névmás | (én)      | (te)      | (ő)        | (mi)        | (ti)          | (ők)        |  |
|                  | -Névutó-  | -Névutó-  | -Névutó-   | -Névutó-    | -Névutó-      | -Névutó-    |  |
|                  | (a)m (e)m | (a)d (e)d | (j)a (j)e  | (u)nk (ü)nk | (a)tok (e)tek | (j)uk (j)ük |  |
| ---------------- | --------- | --------- | ---------- | ----------- | ------------- | ----------- |  |
|                  | alattam   | alattad   | alatta     | alattunk    | alattatok     | alattuk     |  |
| előttem          | előtted   | előtte    | előttünk   | előttetek   | előttük       |             |  |
| helyettem        | helyetted | helyette  | helyettünk | helyettetek | helyettük     |             |  |
| irántam          | irántad   | iránta    | irántunk   | irántatok   | irántuk       |             |  |
| miattam          | miattad   | miatta    | miattunk   | miattatok   | miattuk       |             |  |
| nélkülem         | nélküled  | nélküle   | nélkülünk  | nélkü\|etek | nélkü\|ük     |             |  |
| szerintem        | szerinted | szerinte  | szerintünk | szerintetek | szerintük     |             |  |
| El               | alólam    | alólad    | alóla      | alólunk     | alólatok      | alóluk      |  |
| El               | előlem    | előled    | elő\|e     | elő\|ünk    | előletek      | előlük      |  |
| Oda              | alám      | alád      | alá(ja)    | alánk       | alátok        | alájuk      |  |
| Oda              | elém      | eléd      | elé(je)    | elénk       | elétek        | eléjük      |  |

Az alábbi névutók raggal állnak
| Eset           | Rag             | Névutók                                              |
| -------------- | --------------- | ---------------------------------------------------- |
| Ablativus      | tól / től       | fogva, kezdve                                        |
| Alativus       | hoz / hez / höz | hasonlóan, képest                                    |
| Delativus      | ról / ről       | nézve                                                |
| Instrumentalis | val / vel       | együtt, szemben                                      |
| Sublativus     | ra / re         | nézve                                                |
| Superessivus   | n               | át, belül, felül/fölül, innen, keresztül, kívül, túl |

### Melléknév
A több  szófajúság ismert példái a színek, a népek és a nyelvek nevei, egyes testi állapotok, és az anyagnevek, amelyek főnevek is. Egyes névutókból képezhetők névutó-melléknévek, például előtti, utáni.
A jelentésük szerint arra alkalmas melléknevek fokozhatók. A középfok jele -bb, a felsőfoké a leg- -bb, a túlzófoké a legesleg- -bb. Szükség esetén a -bb a vagy e kötőhanggal áll. Néhány melléknév rendhagyóan képezi ezeket az alakokat: nagy > nagyobb, jó > jobb, szép > szebb.
- Ki a legszebb a vidéken?
- Ki a legerősebb a környéken?
- Ki a legmagasabb az osztályban?

A magyar nyelvben a melléknév lehet jelző és állítmány, egyes nyelvtanok szerint még határozó is. A jelzőként álló melléknév nem egyezik a mögötte álló jelzett szavával:
- A nagy város – A nagy városok

A jelzőként álló melléknevek sorrendje példákkal:
- egy csúnya öreg fekete faszobor
- egy szép nagy kerek piros alma
- egy csúnya nagy kerek csorba öreg kék francia váza
- egy szürke omladozó gót templomtorony

Az állítmányként, állítmány névszói részeként (állítmánykiegészítőként) álló melléknév számban egyezik az alannyal:
- Nagy a város – Nagyok a városok

### Határozószó
A határozószavak különféle határozókat fejeznek ki ragozás nélkül. Példák: itt és most.
|                  | hol     | honnan                              | hova                          | mikor       | hogyan                  |
| ---------------- | ------- | ----------------------------------- | ----------------------------- | ----------- | ----------------------- |
| - am-/em- ugyan- | itt ott | innen onnan erről arról ettől attól | ide oda erre arra eddig addig | ekkor akkor | így úgy eképpen aképpen |

|                           | hol | honnan               | hová              | hogyan            | mikor |
| ------------------------- | --- | -------------------- | ----------------- | ----------------- | ----- |
| - a- vala- se- akár- bár- | hol | honnan merről mettől | hova merre meddig | hogy(an) miképpen | mikor |

Egyes nyelvtanok szerint melléknévből is képezhető határozószó; más nyelvtanok szerint ezek a szóalakok azonban határozóragos melléknevek. A melléknévhez kapcsolódó efféle toldalékok változatosak: magyarul, németül, nehezen, magasan, állítólag. Ezek a határozószavak maguk nem fokozhatók; magasabb fokaikat a megegyező fokú melléknévből képzik: gyorsabban, magasabbra, erősebben. Ez rendhagyó, mivel itt minden esetben a jelző megelőzi a képzőt. Tehát van annak is értelme, hogy ezt a toldalékot ragnak tekintsük, és ne feltételezzünk szófajváltást; ekkor ezek az alakok melléknevek maradnak, és így töltik be a határozói szerepet.

### Számnév
| Arab szám | Számnév   | Tört (Sorszám) | Csoportméret | Tárgy      | Szorzó számnév | Határozó      |
| --------- | --------- | -------------- | ------------ | ---------- | -------------- | ------------- |
|           |           | (o/a/e/ö)d(ik) | (o/a/e/ö)s   | (o/a/e/ö)t | szer/szor/ször | (o/a/e)n      |
| 1         | egy       | első           | egyes        | egy\|et    | egyszer        |               |
| 2         | két/kettő | másod(ik)      | kettes       | kettőt     | kétszer        | ketten        |
| 3         | három     | harmad(ik)     | hármas       | hármat     | háromszor      | hárman        |
| 4         | négy      | negyed(ik)     | négyes       | négyet     | négyszer       | négyen        |
| 5         | öt        | ötöd(ik)       | ötös         | ötöt       | ötször         | öten          |
| 6         | hat       | hatod(ik)      | hatos        | hatot      | hatszor        | hatan         |
| 7         | hét       | heted(ik)      | hetes        | hetet      | hétszer        | heten         |
| 8         | nyolc     | nyolcad(ik)    | nyolcas      | nyolcat    | nyolcszor      | nyolcan       |
| 9         | kilenc    | kilenced(ik)   | kilences     | kilencet   | kilencszer     | kilencen      |
| 10        | tíz       | tized(ik)      | tízes        | tizet      | tízszer        | tízen         |
| 20        | húsz      | huszad(ik)     | húszas       | húszat     | húszszor       | húszan        |
| 30        | harminc   | harmincad(ik)  | harmincas    | harmincat  | harmincszor    | harmincan     |
| 40        | negyven*  | negyvened(ik)  | negyvenes    | negyvenet  | negyvenszer    | negyvenen     |
| 100       | száz      | század(ik)     | százas       | százat     | százszor       | százan        |
| 1000      | ezer      | ezred(ik)      | ezres        | ezret      | ezerszer       | ezren         |
| 106       | millió    | milliomod(ik)  | milliós      | milliót    | milliószor     | millióan      |
| 109       | milliárd  | milliárdod(ik) | milliárdos   | milliárdot | milliárdszor   | milliárdnyian |

*: A van/ven a tízeseket jelzi: 40:negyven, 50:ötven, 60:hatvan, 70:hetven, 80:nyolcvan, 90:kilencven
Egyes határozatlan számnevek a melléknevekhez hasonlóan fokozhatók (pl. kevés, kevesebb, legkevesebb); közülük a sok fokozása rendhagyó: több, legtöbb.
A Magyar nyelvtan szerint a számnév, mint szófaj nem létezik. A számneveket szétosztja a főnevek, a melléknevek és a határozószavak között. Például a kettő, negyed, század főnév, a két, harmadik, számtalan melléknév, a tucatjával, hármasával pedig határozószó. Így nem tudja leírni, hogy a számnév nem lehet állítmány, vagy hogy utána a főnév nem állhat többes számban.

### Névmások
A magyar nyelvtan kilencféle névmást különböztet meg, köztük a személyes, a mutató, a kérdő, a visszaható, a kölcsönös, a birtokos, a vonatkozó és a határozatlan névmásokat. A névmások amellett, hogy képesek helyettesíteni a névszókat, még más funkciókat is ellátnak. 
Ragozási táblázatok: a táblázatokban a @ jel magánhangzót jelöl.

#### Személyes névmás
| Eset                       |                             |                            |                              |                                |                                |                                 |
| -------------------------- | --------------------------- | -------------------------- | ---------------------------- | ------------------------------ | ------------------------------ | ------------------------------- |
| Alanyeset                  | én                          | te                         | ő                            | mi                             | ti                             | ők                              |
| Birtokos                   | az én ~(@)m / ~((j)[a/e])im | a te ~(@)d / ~((j)[a/e])id | az ő ~(j)[a/e]/ ~((j)[a/e])i | a mi ~(u/ü)nk / ~((j)[a/e])ink | a ti ~(@)tok / ~((j)[a/e])itok | az ő ~(j)[u/ü]k / ~((j)[a/e])ik |
| Tárgyeset                  | engem(et)                   | téged(et)                  | őt                           | minket bennünket               | titeket benneteket             | őket                            |
| Birtokos személyragok      | (a/o)m (e/ö)m               | (a/o)d (e/ö)d              | (j)a (j)e                    | (u)nk (ü)nk                    | (a/o)tok (e)tek (ö)tök         | (j)uk (j)ük                     |
| Ablativus                  | tőlem                       | tőled                      | tőle                         | tőlünk                         | tőletek                        | tőlük                           |
| Adessivus                  | nálam                       | nálad                      | nála                         | nálunk                         | nálatok                        | náluk                           |
| Allativus                  | hozzám                      | hozzád                     | hozzá(ja)                    | hozzánk                        | hozzátok                       | hozzájuk                        |
| Causalis/Finalis           | értem                       | érted                      | érte                         | értünk                         | értetek                        | értük                           |
| Részeseset                 | nekem                       | neked                      | neki                         | nekünk                         | nektek                         | nekik                           |
| Delativus                  | rólam                       | rólad                      | róla                         | rólunk                         | rólatok                        | róluk                           |
| Elativus                   | belőlem                     | belőled                    | belőle                       | belőlünk                       | belőletek                      | belőlük                         |
| Illativus                  | belém                       | beléd                      | belé(je)                     | belénk                         | belétek                        | beléjük                         |
| Inessivus                  | bennem                      | benned                     | benne                        | bennünk                        | bennetek                       | bennük                          |
| Instrumentalis/Comitativus | velem                       | veled                      | vele                         | velünk                         | veletek                        | velük                           |
| Sublativus                 | rám                         | rád                        | rá(ja)                       | ránk                           | rátok                          | rájuk                           |
| Superessivus               | rajtam                      | rajtad                     | rajta                        | rajtunk                        | rajtatok                       | rajtuk                          |

| "Önözés"    |       |      |
| ----------- | ----- | ---- |
| Egyes szám  | maga  | ön   |
| Többes szám | maguk | önök |

#### Mutató névmás
| Eset/szám                  | Toldalék  |             |          |             |          |
| -------------------------- | --------- | ----------- | -------- | ----------- | -------- |
| Alanyeset                  | 0         | az          | azok     | ez          | ezek     |
| Többes szám                | k         | azok        | -        | ezek        | -        |
| Ablativus                  | tól / től | attól       | azoktól  | ettől       | ezektől  |
| Acusativo                  | t         | azt         | azokat   | ezt         | ezeket   |
| Adessivus                  | nál / nél | annál       | azoknál  | ennél       | ezeknél  |
| Allativus                  | hoz / hez | ahhoz       | azokhoz  | ehhez       | ezekhez  |
| Causalis/Finalis           | ért       | azért       | azokért  | ezért       | ezekért  |
| Részeseset                 | nak / nek | annak       | azoknak  | ennek       | ezeknek  |
| Delativus                  | ról / ről | arról       | azokról  | erről       | ezekről  |
| Ellativus                  | ból / ből | abból       | azokból  | ebből       | ezekből  |
| Essivus/Formalis           | ként      | akként      | azokként | ekként      | ezekként |
| Formalis                   | képp(en)  | aképpen     | -        | eképpen     | -        |
| Birtokos                   | nak / nek | annak       | azoknak  | ennek       | ezeknek  |
| Illativus                  | ba / be   | abba        | azokba   | ebbe        | ezekbe   |
| Inessivus                  | ban / ben | abban       | azokban  | ebben       | ezekben  |
| Instrumentalis/Comitativus | val / vel | avval azzal | azokkal  | evvel ezzel | ezekkel  |
| Sublativus                 | ra / re   | arra        | azokra   | erre        | ezekre   |
| Superessivus               | n         | azon        | azokon   | ezen        | ezeken   |
| Temporalis                 | kor       | akkor       | -        | ekkor       | -        |
| Terminativus               | ig        | addig       | azokig   | eddig       | ezekig   |
| Translativus               | vá / vé   | azzá        | azokká   | ezzé        | ezekké   |

#### Kérdő névmás
- főnévi kérdő névmás: ki, kicsoda, mi, micsoda
- melléknévi kérdő névmás: melyik, milyen, mekkora
- számnévi kérdő névmás: hány, mennyi, hányadik

#### Vonatkozó névmás
- főnévi vonatkozó névmás: aki, amely, amelyik
- melléknévi vonatkozó névmás: amilyen, amekkora
- számnévi vonatkozó névmás: ahány, amennyi

Mindezeknek a névmásoknak rövidebb alakjuk is van, a szó elejéről elmaradhat az a-. Kötőszóként is használhatók vonatkozó mellékmondatokhoz.

#### Visszaható névmás
A szótő "mag-".
A toldalékok nagyrészt megegyeznek a mutató névmás toldalékokkal.
Kivételt képez az alanyeset, amely visszaható névmás esetén személyes névmásoktól függően, olyan toldalékot jelent, amihez minden további esettoldalék kapcsolódik.
(További kivétel , hogy a "-ként", "-képp(en)", és az "-ig" toldalékok visszaható névmás vonatkozásában nem léteznek.
|              | én        | te        | ő     | mi       | ti        | ők      |
| ------------ | --------- | --------- | ----- | -------- | --------- | ------- |
| Alanyeset    | magam     | magad     | maga  | magunk   | magatok   | maguk   |
| Tárgyeset    | magam(at) | magad(at) | magát | magunkat | magatokat | magukat |
| Superessivus | magamon   | magadon   | magán | magunkon | magatokon | magukon |

#### -Kölcsönös névmás
A kölcsönös névmás az egymás. Ragozása a főnevekét követi, és névutója is lehet.
Többes száma nincs.

#### Birtokos névmás
|                 | Többes szám     |  |
| --------------- | --------------- |  |
| enyém           | enyémek/ enyéim |  |
| tied / tiéd     | tieid           |  |
| övé             | övéi            |  |
| mienk / miénk   | mieink          |  |
| tietek / tiétek | tieitek         |  |
| övék            | övéik           |  |

#### Határozatlan névmás
|          | mi                                      | ki         | milyen     | mely(ik)     | hány(adik) | egyik     |
| -------- | --------------------------------------- | ---------- | ---------- | ------------ | ---------- | --------- |
|          | mi(féle) mekkora mennyi micsoda mifajta | ki kicsoda | milyen     | mely(ik)     | hány(adik) | egyik     |
| a        | ami amekkora amennyi                    | aki        | amilyen    | amely(ik)    | ahány      |           |
| vala     | valami(féle) valamekkora valamennyi     | valaki     | valamilyen | valamely(ik) | valahány   |           |
| sem      | semmi(féle) semekkora semennyi          | senki      | semmilyen  | semely(ik)   | sehány     |           |
| akár     | akármi                                  | akárki     | akármilyen | akármely(ik) | akárhány   |           |
| bár      | bármi                                   | bárki      | bármilyen  | bármely(ik)  | bármennyi  |           |
| mind(en) | mind(en)                                | mindenki   |            |              |            | mindegyik |
| ilyes    | ilyesmi                                 |            |            |              |            |           |

### Ige
A magyar nyelvben két ragozási forma van: az alanyi, más néven határozatlan, és a tárgyas, más néven határozott ragozás. Csak a tárgyas igéknek van tárgyas ragozásuk. Mivel a személyragok minden számot és személyt jelölnek, ezért a névmási alany csak a nyomaték kedvéért jelenik meg. A tárgyas ragozás egyes alakjai a tárgyra is utalnak, így a tárgy is rejtett maradhat. A tárgyas ragozás mellett még a -lak, -lek személyrag is magába foglalja az (egyes szám egyes személyű) alanyt és az (egyes szám második személyű) tárgyat, például: Szeretlek  De már a többes szám második személyű tárgyat nem tudja magába foglalni: Szeretlek titeket.
Példamondatok: 
- Látom a buszt. (határozott tárgy, határozott ragozás)
- Látlak (téged). (én-téged kapcsolat)
- Látom őt. (3. személyű névmási tárgy)
- Állok és várok. (tárgy nélkül, alanyi ragozás)

A látni jelen idejű ragozásából:
- Tárgyas ragozás: látom, látod, látjuk
- Alanyi ragozás: látok, látsz, látunk

A tárgy határozott, ha:
- mutató névmás vagy határozott névelő előzi meg
- tulajdonnév, vagy tulajdonnévvel meghatározott
- birtokos személyraggal van ellátva
- az ő, ön, ők, önök névmások tárgyragos alakja
- az azt névmás utal rá
- mellékmondat
- közvetlen idézet

A tárgy határozatlan, ha:
- határozatlan névelő vagy valamilyen számnév áll előtte
- a más névmás előzi meg
- nem tulajdonnév
- határozatlan névmás
- idézet, de nem direkt beszéd
- kérdő névmás előzi meg

Igeragozási táblázat:
| kérni          |              |                  |            |               |                |              |              |                  |             |              |                |              |
|                | alanyi       | alanyi           | alanyi     | alanyi        | alanyi         | alanyi       | tárgyas      | tárgyas          | tárgyas     | tárgyas      | tárgyas        | tárgyas      |
| Kijelentő mód  |              |                  |            |               |                |              |              |                  |             |              |                |              |
| Jelen          | kérek        | kérsz            | kér        | kérünk        | kértek         | kérnek       | kérem        | kéred            | kéri        | kérjük       | kéritek        | kérik        |
| Múlt           | kértem       | kértél           | kért       | kértünk       | kértetek       | kértek       | kértem       | kérted           | kérte       | kértük       | kértétek       | kérték       |
| Jövő           | kérni fogok  | kérni fogsz      | kérni fog  | kérni fogunk  | kérni fogtok   | kérni fognak | kérni fogom  | kérni fogod      | kérni fogja | kérni fogjuk | kérni fogjátok | kérni fogják |
| Feltételes mód |              |                  |            |               |                |              |              |                  |             |              |                |              |
| Jelen          | kérnék       | kérnél           | kérne      | kérnénk       | kérnétek       | kérnének     | kérném       | kérnéd           | kérné       | kérnénk      | kérnétek       | kérnék       |
| Múlt           | kértem volna | kértél volna     | kért volna | kértünk volna | kértetek volna | kértek volna | kértem volna | kérted volna     | kérte volna | kértük volna | kértétek volna | kérték volna |
| Felszólító mód |              |                  |            |               |                |              |              |                  |             |              |                |              |
| Jelen          | kérjek       | kérjél vagy kérj | kérjen     | kérjünk       | kérjetek       | kérjenek     | kérjem       | kérjed vagy kérd | kérje       | kérjük       | kérjétek       | kérjék       |

| zárni          |              |                  |            |               |                |              |              |                  |             |              |                |              |
|                | alanyi       | alanyi           | alanyi     | alanyi        | alanyi         | alanyi       | tárgyas      | tárgyas          | tárgyas     | tárgyas      | tárgyas        | tárgyas      |
| Kijelentő mód  |              |                  |            |               |                |              |              |                  |             |              |                |              |
| Jelen          | zárok        | zársz            | zár        | zárunk        | zártok         | zárnak       | zárom        | zárod            | zárja       | zárjuk       | zárjátok       | zárják       |
| Múlt           | zártam       | zártál           | zárt       | zártunk       | zártatok       | zártak       | zártam       | zártad           | zárta       | zártuk       | zártátok       | zárták       |
| Jövő           | zárni fogok  | zárni fogsz      | zárni fog  | zárni fogunk  | zárni fogtok   | zárni fognak | zárni fogom  | zárni fogod      | zárni fogja | zárni fogjuk | zárni fogjátok | zárni fogják |
| Feltételes mód |              |                  |            |               |                |              |              |                  |             |              |                |              |
| Jelen          | zárnék       | zárnál           | zárna      | zárnánk       | zárnátok       | zárnának     | zárnám       | zárnád           | zárná       | zárnánk      | zárnátok       | zárnák       |
| Múlt           | zártam volna | zártál volna     | zárt volna | zártunk volna | zártatok volna | zártak volna | zártam volna | zártad volna     | zárta volna | zártuk volna | zártátok volna | zárták volna |
| Felszólító mód |              |                  |            |               |                |              |              |                  |             |              |                |              |
| Jelen          | zárjak       | zárjál vagy zárj | zárjon     | zárjunk       | zárjatok       | zárjanak     | zárjam       | zárjad vagy zárd | zárja       | zárjuk       | zárjátok       | zárják       |

A segédigék között a kell rendhagyóan viselkedik; a többi segédige vagy a mély, vagy a magas hangrend szerint ragozódik.
Jelen időben a sziszegő mássalhangzóra végződő tőhöz hasonulnak a -j-vel kezdődő toldalékok. Ez különösen felszólító módban figyelhető meg:
- hoz → hozza
- keres → keressük
- játszik → játsszuk

Bizonyos esetekben az igék az alanyi ragozás egyes szám második személyében -ol/ -el végződő személyragot kapnak:
- vacsorázol
- keresel

Múlt időben, ha az ige töve a következők valamelyikére végződik: -at, -b, -d (de nem -ad/-ed), -f, -g, -gy, -k, -p, -s, -sz vagy -v, akkor az alanyi ragozás egyes szám harmadik személyében a múlt idő -t jele helyett -ett/-ott/-ött járul a tőhöz.
A magánhangzó + t-re, vagy két mássalhangzóra végződő igéknél a múlt idő jele -ett/-ott/-ött.
Feltételes mód jelen időben, ha az igető végződése -ít, vagy két mássalhangzóval zárul, akkor a feltételes mód jele a megfelelő hangrendű kötőhangzóval kapcsolódik hozzá:
hall → hallanék, hallanál
dönt → döntenék, döntenél
állít → állítanék, állítanál

#### A legfontosabb rendhagyó igék ragozása
|            | Jelen                                                                                             | Múlt                                                                            | Jövő                                       |
| ---------- | ------------------------------------------------------------------------------------------------- | ------------------------------------------------------------------------------- | ------------------------------------------ |
| Kijelentő  | vagyok vagy van vagyunk vagytok vannak                                                            | voltam voltál volt voltunk voltatok voltak                                      | leszek leszel lesz leszünk lesztek lesznek |
| Feltételes | volnék, lennék volnál, lennél volna, lenne volnánk, lennénk volnátok, lennétek volnának, lennének | lettem volna, lettél volna lett volna lettünk volna lettetek volna lettek volna |                                            |
| Felszólító | legyek légy vagy legyél legyen legyünk legyetek legyenek                                          |                                                                                 |                                            |

|            | Jelen                                                    | Múlt                                                                           | Jövő          |
| ---------- | -------------------------------------------------------- | ------------------------------------------------------------------------------ | ------------- |
| Kijelentő  | megyek mész megy megyünk mentek mennek                   | mentem mentél ment mentünk mentetek mentek                                     | (szabályosan) |
| Feltételes | mennék mennél menne mennénk mennétek mennének            | mentem volna mentél volna ment volna mentünk volna mentetek volna mentek volna |               |
| Felszólító | menjek menj vagy menjél menjen menjünk menjetek menjenek |                                                                                |               |

|            | Jelen                                                                             | Múlt                                                                           | Jövő          |
| ---------- | --------------------------------------------------------------------------------- | ------------------------------------------------------------------------------ | ------------- |
| Kijelentő  | jövök jössz jön jövünk jöttök jönnek                                              | jöttem jöttél jött jöttünk jöttetek jöttek                                     | (szabályosan) |
| Feltételes | jönnék jönnél jönne jönnénk jönnétek jönnének                                     | jöttem volna jöttél volna jött volna jöttünk volna jöttetek volna jöttek volna |               |
| Felszólító | jöjjek jöjj vagy gyere jöjjön jöjjünk vagy gyerünk jöjjetek vagy gyertek jöjjenek |                                                                                |               |

#### Ikes és álikes igék
Az ikes igék külön ragozási csoportot alkotnak. Nevüket arról kapták, hogy kijelentő mód jelen idő egyes szám harmadik személyben nem üres a személyragjuk, hanem -ik. Azonban nem minden -ik ragot kapó ige ikes; az álikes igék ragozása a többi személyben megegyezik a többi igével. Ikes igére a legismertebb példák az eszik, iszik, lakik; az álikes igékre példa a hazudik. (Az álikes igék ikes ragozása hiperkorrekciónak számít.)
Az ikes igék ragozása – az egyes szám harmadik személyű -ik mellett – abban tér el a többitől, hogy egyes szám első személyben az alanyi és a tárgyas ragozás megegyezik, pl. Eszem a kenyeret – Kenyeret eszem (és nem *eszek).  (A „nincs tárgyas ragozásuk” megfogalmazás téves, hiszen az egyes szám második személyű, valamint a többes számú alakok különböznek: eszel ↔ eszed, eszünk ↔ esszük, esztek ↔ eszitek, esznek ↔ [ők] eszik.)
Az ikes ragozás választékos beszédben olykor kiterjed a felszólító módra is, pl. szíveskedjen helyett szíveskedjék, ill. egyek helyett egyem (határozatlan alakként is), sőt archaizáló stílusban akár a feltételes mód egyes szám első és harmadik személyére is: én enném, ő ennék.

#### Segédigék
A segédigék kötelességet, tiltást, megengedést, akaratot fejeznek ki. Általában főnévi igenévvel együtt állva fejeznek ki igei jelentést, és módosítják vagy minősítik a főnévi igenévvel megadott cselekvést. 
Ilyenek például a kell, a szabad (harmadik szófaj), az akar, a tud, és a szeret igének is van segédigei jelentése.
- Pénzt akarok keresni.
- El kell menni.
- Nem szabad pocsékolni ebben a drága világban.
- Főzni tud?
- Legalább látni szeretném.

#### Tagadás
A tagadást általában kijelentő módban a nem, a többi módban a ne szócska fejezi ki. A névszói állítmányt is a nem szóval tagadják, illetve más értelmezés szerint a mondatból kimaradt tagadó létigét a nem helyettesíti. A lenni igének azonban vannak tagadást kifejező alakjai: jelen idő, kijelentő módban, egyes szám harmadik személyben a nincs, többes szám harmadik személyben a nincsenek. A többi számban, személyben még jelen idő, kijelentő módban sincs lehetőség az összevonásra:
- Nem vagyok boldog.
- Nincs kenyér.
- Boszorkányok márpedig nincsenek.

A finn nyelv a tagadó igealakok gazdagabb rendszerével bír.

#### Fontos igeképzők
A magyar nyelvben csak három, egyesek szerint csak két igeidő van, ezért egyes aspektusokat és igenemeket máshogy képezi. Erre igéből igét képző képzők gazdag rendszere szolgál (példákkal):
- Gyakorító ige:

- ír-o-gat
- tanít-gat

int-e-get
- Ható ige:

- fek-het
- al-hat
- me-het (a rendhagyó megy igéből)
- ír-hat

- Gyakorító igéből is képezhető ható ige:

- tanul-gat-hat

- Műveltető ige:

- fek-tet
- al-tat

- A műveltető igéből is képezhető ható ige:

- tanít-tat-hat

- Szenvedő ige (régies):

- szül-etik
- megmér-etik

A szenvedő jelentés kifejezhető körülírással:
- sárgára van festve (inkább állapotot jelez)
- eladásra kerül

Az utóbbival leginkább a hivatalos nyelv él, de máshol is terjed.

### Igenevek
A magyar nyelvben háromféle igenév van: főnévi, melléknévi és határozói igenevek. Kétarcú szófajok, amelyek éppúgy tekinthetők névszói jelleget kapó igei alakoknak, mint igei jelleget megőrző főnévnek, melléknévnek és határozószónak.

#### Főnévi igenév
A főnévi igenév képzője egységesen -ni, ami az igetőhöz járul. Példák: lát → látni, kér → kérni.
A két mássalhangzóra végződő vagy -ít végű igetövekhez -a vagy -e kötőhang kapcsolja a képzőt. Példák: (hall → hallani, dönt → dönteni, indít → indítani.
Az sz végű igetövek esetén az sz kiesik, és helyette a képző n-je hosszabbodik meg. Például: tesz → tenni.
Bizonyos szavak mellett, mint például kell, szabad, szükséges, tilos a főnévi igenév személyragokat kaphat. A személyragok előtt kiesik az -i.
| Személy  | magas       | mély       |
| -------- | ----------- | ---------- |
|          | kérdezni    | fáradni    |
| én       | kérdeznem   | fáradnom   |
| te       | kérdezned   | fáradnod   |
| ő, ön    | kérdeznie   | fáradnia   |
| mi       | kérdeznünk  | fáradnunk  |
| ti       | kérdeznetek | fáradnotok |
| ők, önök | kérdezniük  | fáradniuk  |

Az igenév személye részeshatározói ragot kap, például: Péternek el kell mennie. Ha ezt a személyt személyes névmás fejezi ki, akkor a részeshatározói rag fakultatív: Kell mennem vagy Nekem kell mennem.

#### Melléknévi igenév
A magyar nyelvben a nyelvtan háromféle melléknévi igenevet különböztet meg:
- folyamatos: aktív; képzője -ó/ő.
- befejezett: passzív, egyes esetekben aktív. Ebben a szerepkörében egyre inkább a folyamatos melléknévi igenév helyettesíti. Egybeesik az alanyi ragozás múlt idejének egyes szám harmadik személyű alakjával.
- beálló: passzív; képzője -andó/endő

A képzők az ige tövéhez járulnak: alszik > alvó, érez > érző, sző > szövő.
A melléknévi igenév használható jelzőként és állítmányként, mint a melléknév, de rövidíthet mellékmondatot is. Igei jellegét elveszítve melléknévvé, vagy főnévvé válhat: eladó, vevő,  író, olvasó.

#### Határozói igenév
A határozói igenév képzője va / ve, régiesen ván / vén. Módot vagy állapotot fejez ki.

### Igekötő
Az igekötők azok a félig-meddig önálló szavak, amelyek az igék elejéhez kapcsolódnak, de bizonyos esetekben le is válhatnak. Ilyennek számít, ha a mondatban ki van emelve egy mondatrész, ami nem az ige:
1. Péter lemegy az utcára.
2. Az utcára megy le Péter.
3. Péter megy le az utcára.

Ha az igének segédigéje van, ami az igekötő és az alapige közé kerül:
- Péter le fog menni az utcára.
- Péternek le kell mennie.
- Péter le akar  menni.

A leggyakoribb igekötők: alá, át, be, el, fel/föl, ide, ki, le, meg, oda, össze, rá, szét, vissza.

## Mondattan

### Mondatrészek
A mondatrészek lehetnek egyes szavak, szószerkezetek, de akár mellékmondatok is kifejezhetik őket.

#### Állítmány
A magyarban puszta névszó is állhat állítmányként (az oroszhoz, török nyelvekhez és egyes finnugor nyelvekhez hasonlóan), a jelen idejű, egyes és többes szám 3. személyben (például Pista tanár Ø, elmarad a 'van').
'Egyes, indoeurópai mintájú nyelvtanokban nem szerepel névszói állítmány; ott az igazi állítmány nincs is benne a mondatban, csak a kiegészítőjét hagyja ott, tehát ott a ragtalan állítmánynak látszó főnév nem állítmány, hanem állítmánykiegészítő. Más mintájú nyelvtanokban az állítmány igei jelleget kap, és a jelen idejű harmadik személyű alaktól különböző alakjait körülírás pótolja. A magyar nyelv természettudományos módszerekkel való vizsgálata, azaz az elmúlt negyed évszázad magyar generatív nyelvészete a magyart az emberi nyelvek olyan sajátságos típusaként állította elénk, mely fontos jellegzetességeiben különbözik a legismertebb indoeurópai nyelvektől. A magyarban a szórendet a mondat elemeinek nem a mondatrészi szerepe, azaz alany, tárgy volta, hanem a logikai funkciója határozza meg. A magyar mondat ige előtti nevezetes szerkezeti pozícióit a logikai műveleteket kifejező mondatrészek foglalják el, köztük a mondat logikai alanyát megnevező topik, a disztributív kvantorok (például a minden elemet tartalmazó mondatrészek), valamint a kizárólagos azonosítást kifejező fókusz.

#### Alany
Az alany ragozatlan főnév, főnévi igenév, főnévi névmás vagy főnevesült szó. Ha pontosan megnevezett, akkor határozott, különben határozatlan.
Lehet rejtett; ilyenkor az igei állítmány, vagy az összetett állítmány ragozott igei részének személyragjai fejezik ki; illetve az állítmány névszói volta utal arra, hogy harmadik személyű, száma pedig kifejezi az alany számát. A személyes névmás akkor jelenik meg a mondatban, ha hangsúlyozni akarjuk. Az alany akkor is rejtett maradhat, ha a szövegösszefüggésből ismert, és odaérthető. Vannak alanytalan mondatok is, amelyek fő példái az időjárásról szólnak, például: Esik.
Az általános alany azt jelöli, hogy a hozzárendelt állítmány mindenkire, senkire vagy egy csoport mindegyik, vagy egyik tagjára sem érvényes.

#### Tárgy
A tárgy általában tárgyragos névszó, de a második vagy harmadik személyű  birtokjellel ellátott tárgy ragtalan maradhat. A rag elmaradhat az egyes szám első és második személyű névmásokról is. A főnévi igenév ragtalan marad.
Lehet iránytárgy, amire az állítmány cselekvése irányul, vagy eredménytárgy, amit a cselekvés hoz létre. 
Kérdései: kit? mit? kiket? miket?  milyet? melyiket? mekkorát? hányat? mennyit? 
A tárgy ragja a -t. De bizonyos esetekben állhat rag nélkül is.

#### Határozók
A határozók lehetnek névszók, határozószók vagy határozói igenevek. A határozószók szófajára jellemző, hogy rag és névutó nélkül képesek kifejezni a határozói jelentést, de ritkán előfordulnak ragozatlan és névutó nélküli névszók is határozóként, amelyek elkezdtek határozószóvá válni. A többi szófaj rendszerint ragozva tölti be ezt a szerepet.
| Helyhatározó       | hol? melyikben?                                              | a cselekvés helye                                                               | -ban, -ben, -on, -en, -ön,                     | mellette, alatta, kint, bent, fent, lent, hátul, elől, rajta, benne, fölötte, rajta,                                | itt, ott, ezen, azon, abban, ebben                                          |
| Irány határozó     | melyikből?merre? melyikbe? hová? mettől-meddig? honnan-hová? | a cselekvés iránya                                                              | -ba, -be, -ból, -ből, -tól..-ig, -ra, -re,     | abból, ebből, arra, erre, feléje, bele, fölé, alá, alól, mellé, mellől, közé, föl, le, jobbra, balra, előre, hátra, | ide-oda, innen.. oda, onnan... ide, abba, ebbe, ebből, abból, össze-vissza, |
| Időhatározó        | mikor? mióta? meddig?                                        | a cselekvés ideje (időpontja, időtartama)                                       | -ban, -ben; -tól, -ig; -kor stb.               | fogva, alatt, át, múlva                                                                                             | már, most, vasárnap, este stb.                                              |
| Módhatározó        | hogyan? milyen módon?                                        | a cselekvés módja                                                               | -ul, -ül; -n; -képpen (képzőnek is tekinthető) | nélkül, szerint | így, úgy / határozói igenév                                                 |
| Állapothatározó    | hogyan? miként? milyen állapotban, helyzetben?               | valakinek vagy valaminek a helyzete, állapota                                   | u. a., -ként                                   | u. a. | u. a.                                                                       |
| Eszközhatározó     | kivel? mivel? ki, mi által?                                  | a cselekvés végrehajtásának eszköze                                             | -val, -vel                                     | által, útján, révén                                                                                                 |                                                                             |
| Társhatározó       | kivel, mivel együtt?                                         | a cselekvést az alany kinek minek a társaságában, kivel vagy mivel együtt végzi | u. a., -stul, -stül                            | együtt |                                                                             |
| Okhatározó         | miért? mi okból? mi miatt?                                   | a cselekvés, történés oka                                                       | -ért; -ból, -ből; -ban, -ben                   | miatt, végett | határozói igenév                                                            |
| Célhatározó        | miért? mi célból? mi végett?                                 | a cselekvés, történés célja                                                     | -ért; -ra, -re;                                | végett | főnévi igenév                                                               |
| Fok/mértékhatározó | hogyan?, mennyire?, mennyivel?                               | a cselekvés, tulajdonság erőssége, mértéke, foka                                | -val, -vel; -ig; -(nyi)ra; -an, -en            | | alig, nagyon, jól, kissé,                                                   |
| Eredethatározó     | kiből? miből? kitől? mitől?                                  | honnan ered, származik valaki vagy valami                                       | -ból, -ből; -tól, -től                         | |                                                                             |
| Eredményhatározó   | mivé? milyenné? milyenre?                                    | a cselekvés, történés eredménye                                                 | -vá, -vé; -nak, -nek; -ra, -re                 | |                                                                             |
| Részeshatározó     | kinek, minek a részére, számára?                             | kinek vagy minek a részére, számára cselekszünk, történik valami                | -nak, -nek                                     | részére, számára | számomra, neked                                                             |
| Állandó határozó   | a ragnak, névutónak megfelelő                                | igék, igenevek, névszók állandó vonzatai                                        | a vonzatnak megfelelő                          | a vonzatnak megfelelő                                                                                               |                                                                             |

Az általuk kifejezett körülmény szerint lehetnek előzmény-, tartam- és véghatározók. Vannak olyan típusok, amelyek mindhárom fajta körülményt kifejezhetik. Más típusok összefüggnek egymással úgy, hogy ugyanannak a cselekvésnek egyik az előzményét, másik a tartamát, harmadik a végeredményét adja meg.
| Előzményhatározók           | Tartamhatározók                                                      | Véghatározók                    |
| --------------------------- | -------------------------------------------------------------------- | ------------------------------- |
| helyhatározó (honnan?)      | helyhatározó (hol?)                                                  | helyhatározó (hová?)            |
| időhatározó (mióta?)        | időhatározó (mikor?) számhatározó                                    | időhatározó (meddig?)           |
| okhatározó részelő határozó | módhatározó eszközhatározó fok- és mértékhatározó hasonlító határozó | célhatározó                     |
| eredethatározó              | állapothatározó társhatározó tekintethatározó                        | eredményhatározó részeshatározó |
| állandó határozó            | állandó határozó                                                     | állandó határozó                |

#### Jelzők
A jelzők valamelyik mondatrészhez kapcsolódva jellemzik azt. Fajtája szerint lehet a jelzett szó előtt álló minőségjelző, mennyiségjelző, birtokos jelző, és hátravetve értelmező jelző. A birtokos jelző kerülhet a jelzett mondatrésze utánra is. A jelző szórendje kötött, míg a többi mondatrész helye változhat a mondatban. A minőségjelző jellemző szófaja a melléknév, a mennyiségjelzőé számnév, a birtokos jelzőé főnév, de lehet más is, például névmás, vagy igenév.
A minőségjelző lehet melléknév, melléknévi névmás. Lehet szótári főnév és főnévi névmás is, de a minőségjelző többnyire melléknévvé teszi a főnevet. Ha kijelölésről van szó, akkor számnév is lehet, mégpedig sorszámnév. A kijelölő jelző jelzi a sorban elfoglalt helyet, a származást, a valahova tartozást, vagy az egyik lehetőség kiválasztását.
A mennyiségjelző többnyire számnév, de lehet számnévi névmás, néha főnév.
A birtokos jelző birtokos szerkezetet alkot az általa jelzett szóval. Lehet részeshatározói ragos, de ragtalan is. Hátravetve azonban mindig ragos. Jelzett szava birtokos személyragot visel. Lehet főnév, főnévi névmás, vagy főnevesült szó.
Az értelmező jelző követi az általa jelzett szót, és típusa az előzőek közül bármelyik lehet. Felveszi annak jeleit és ragjait, és egyezik az általa jelzett szóval számban és esetben. Beszéd közben szünet, írásban vessző választja el a jelzett szavától.

#### Szórend
Egy alapvető magyar mondatban (egyenes szórend) az alany az első, az ige a második és végül a tárgy az utolsó elem. Az alany megjelölése nem feltétlenül szükséges. Mindemellett, a szórend nem csupán az eddig ismertetett lehet, ugyanis azt elsősorban nem szintaktikai szabályok, hanem pragmatikus – vagyis okfejtő – tényezők határozzák meg. A kihangsúlyozni kívánt információ – a fókusz – rögtön a ragozott ige elé helyezendő. Ha maga az ige a fókusz, akkor az a mondat elejére kerül.
Egy mondat általában négy darabból áll: a topikból (témából), a fókuszból, az igéből és egyéb bővítményekből. A topik és a bővítmény bármennyi szókapcsolatot tartalmazhat, míg a fókusz csupán egyet.
Így, egy magyar mondat (János elvitt tegnap két könyvet Péternek) a következő jelentésárnyalatokat kaphatja, ha az igén kívül négy szókapcsolatból áll („János”, „Péter”, „két könyv” és „tegnap”):
| Topik(ok)   | Topik(ok) | Fókusz      | Ige     | Bővítmények                        | Különleges jelentés |
| ----------- | --------- | ----------- | ------- | ---------------------------------- | --- |
| János       | tegnap    | ∅           | elvitt  | két könyvet Péternek.              | A kifejezett cselekvés sikeres volt, nincs külön kihangsúlyozott jelentés.                                                                                       |
| János       | tegnap    | két könyvet | vitt el | Péternek.                          | Annak a kihangsúlyozása, hogy János két könyvet, nem pedig többet vagy kevesebbet, vagy valami mást vitt el Péternek.                                            |
| János       | ∅         | tegnap      | vitt el | két könyvet Péternek.              | Tegnap volt az a nap, amikor János elvitte a könyveket Péternek. (A hallgatóság már ismeri a két könyv elvitelének tényét, csak az időpontot nem.)               |
| ∅           | ∅         | János       | vitt el | tegnap két könyvet Péternek.       | Nem más, mint János vitte el a két könyvet Péternek. |
| ∅           | ∅         | Péternek    | vitt el | tegnap János két könyvet.          | Péter volt az, akinek János elvitt két könyvet. |
| János       | tegnap    | Péternek    | vitt el | két könyvet.                       | A hallgató ismeri, hogy János elvitt két könyvet valakinek; a kihangsúlyozott rész az, hogy Péter kapta meg őket, nem pedig valaki más.                          |
| ∅           | ∅         | ∅           | Elvitt  | János tegnap két könyvet Péternek. | A cselekvés sikeresen befejeződött, a könyvek már Péternél vannak.                                                                                               |
| Két könyvet | tegnap    | ∅           | elvitt  | János Péternek.                    | Két könyvet tényleg elvitt János tegnap Péternek, de lehet, hogy azonkívül mást is, illetve az is lehetséges, hogy nem a könyvek voltak köztük a legfontosabbak. |
| ∅           | ∅         | Két könyvet | vitt el | János tegnap Péternek.             | János csupán két könyvet vitt el tegnap Péternek, semmi mást nem.                                                                                                |

A topik tehát a beszélő által már ismertnek vélt információ-darabot tartalmazza, bevezetést nyújt az állítmánynak. A fókusz felhívja a figyelmet az eset valamely részének vagy feltételezett, vagy ismeretlen nemére, továbbá kizárja az állítás érvényességét az összes többi kapcsolatba hozható személyre vonatkozóan.
Ha létezik fókusz, az igekötő az ige utánra helyeződik át (vitt el az elvitt helyett). Ha az igéhez nem társul igekötő, a jelentés kétértelművé válhat írásban, mivel az igét megelőző szókapcsolat egyformán lehet topik vagy fókusz is. Például, az „Éva szereti a virágokat” mondatban Éva egyaránt lehet a topik és így kihangsúlyozatlan, de lehet fókusz is. Ebben az esetben jelentése az, hogy Éva az (és nem más), aki szereti a virágokat.

### Tagadás
A tagadó mondatok tagadószóval kezdődnek:
- Nem látok.
- Nem látom.
- Nincs itt.
- Nem vettem meg.

A tagadás nyomatékosítható kettős tagadással:
- Nem látok semmit.
- Nincs itt senki.
- Nem vettem semmit.

Ha a mondat tagadást kifejező névmással kezdődik, akkor a második tagadószava a sem, ami jelen idő kijelentő módban összevonható a létigével: így lesz egyes számban sincs, többes számban sincsenek:
- Semmit sem látok.
- Senki sincs itt.
- Semmit sem vettem.

### A beszélő szándéka szerint

#### Kijelentő mondat
A magyar egyszerű kijelentő mondat hanglejtése eső. Ha állítmánya tartalmaz igét, akkor az kijelentő módú. Állítmánya lehet névszói, mivel az is kijelentő módot fejez ki. Feltételes kijelentés esetén az állítmány feltételes módú. Például: Szeretnék kérni tőled valamit. Egyszerű közlést állít; a beszélő ismereteit, véleményét osztja meg. Mondatvégi írásjele a pont.

#### Kérdés
A kérdések állítmánya szintén kijelentő módú. Mondatvégi írásjelük kérdőjel.

##### Kiegészítendő kérdés
Az alapvető kérdőszavak a kérdő névmások (személy: ki tárgy, fogalom: mi) és ragozott alakjaik, például a miért szerkezete: mi + -ért. Ebben az összefüggésben személynek tekinthető mindaz is, amit megszemélyesítünk; lásd megszemélyesítés. Hanglejtése ereszkedő.
Jellemzés, leírás a milyen névmással kérhető, amire a válasz vagy egy teljes mondat névszói állítmánnyal, vagy csak egy melléknév, vagy melléknevet helyettesítő mutató névmás. Példa: Milyen lakást akarsz?; Milyen a tanárod?. Habár nem létezik -lyan, -lyen rag, a végződés megjelenik az ilyen, az olyan, a valamilyen és a semmilyen névmásokban.
A hellyel kapcsolatos hármas szimmetria a kérdőszavakban is megjelenik: honnan, hol, hova/hová.
A számokra a hány szóval kérdezünk, a mennyiségek kérdése a mennyi. Ezek ragozhatók is, az összes olyan főnévi ragot felvehetik, amelyek az ő esetükben értelmesek, például hánnyal, hánykor, mennyibe, mennyiért. A hány az összes számnévi ragot felveheti, például hányadik, hányas.

##### Eldöntendő kérdés
Az eldöntendő kérdéseket általában szóban a hangsúly, írásban a kérdőjel különbözteti meg az állító mondatoktól. Hanglejtése emelkedő-eső, kivéve, ha kérdőszót tartalmaz. Nincs szórendi vagy ragozásbeli különbség, habár a kérdés állítmányához hozzákapcsolódhat az -e kérdőszócska, vagy a kérdés kezdődhet a vajon kérdőszóval. Példa: *Láttad-e? Láttad?
Igenlő válasz esetén, ha a kérdés állítmánya igekötős ige, akkor a válasz lehet igen, állhat magából az igekötőből, vagy megismételhető az egész ige maga. Más esetben is lehet az állítmány megismétlésével válaszolni. Példák:
- Elment? – El. vagy: Elment.

Tagadó válasz esetén lehet a válasz egyszerűen nem, vagy megismételhető vele az igekötő, vagy az állítmány. Bizonyos esetekben a nem túl nyersen hangzik:
- Nem.  / Nem ment el. / Nem, nem ment el.

##### Utókérdés
Az utókérdés lehet a kérdés elején vagy végén. Formája lehet: ugye, ugye nem, jó. Példák: Elment, ugye?, Ugye elment?, Elmosogatsz, jó?. Az ugye a mondat elején erősebben támogatja a remélt pozitív választ.

#### Felkiáltó mondat
A felkiáltó mondatban a közlés tartalma mellett annak érzelmi tartalma is fontos. Ezt írásban a felkiáltójel fejezi ki. Állítmánya lehet kijelentő vagy feltételes módú. Mondanivalóját gyakran indulatszó nyomatékosítja. Főként szóban fordul elő. Hangereje erősebb, hanglejtése hullámzóbb, mint a kijelentő mondaté; emelkedő is lehet. Példa: Milyen szép nap!

#### Óhajtó mondat
Az óhajtó mondat szerényebb kívánságot, óhajt fejez ki feltételes módban. Közvetlen cselekvésre nem buzdít. Rendszerint indulatszóval kezdődik, amit az állítmány, majd a többi mondatrész követ. Hanglejtését a kifejezett érzelem határozza meg. Mondatvégi írásjele a felkiáltójel. Példa: Bárcsak ne esne az eső!

#### Felszólító mondat
A felszólító mondat határozott kívánságot, kérést, parancsot, tiltást fejez ki, de adhat tanácsot, vagy kérhet vagy buzdíthat is. Állítmánya felszólító módú. Gyakran felszólítás nevezi meg azt, akinek valamit meg kell, vagy valamit nem szabad megcsinálnia. Hangereje rendszerint erősebb, mint a többi mondatfajtáé. Többnyire indulatszót vagy módosítószót tartalmaz. Példa: Ne menj olyan gyorsan!
A felszólítás nem tekinthető a felszólító módú mondat szerves részének, alanyának. Tagolatlan mondatfajta, ami nem osztható fel különféle mondatrészekre.

### Összetett mondatok

#### Mellérendelő mondatok
A mellérendelő mondatok tagmondatai nem egymás mondatrészeit fejtik ki, hanem logikai összefüggés, kapcsolat van közöttük. Lehet kapcsolatos, ellentétes, választó, magyarázó vagy következtető.
| Fajtája      | Jele                       | Kötőszók                                                                        | Példák                                                                        |
| ------------ | -------------------------- | ------------------------------------------------------------------------------- | ----------------------------------------------------------------------------- |
| Kapcsolatos  | vízszintes egyenes szakasz | és, s, meg, is, sem, se, sőt; is – is, sem – sem, se – se; nemcsak … hanem … is | Nemcsak az élelmezés volt gyenge, hanem a bánásmód is gyalázatos volt.        |
| Ellentétes   | kétirányú nyíl             | de, pedig, azonban, ellenben, mégis, mégsem, viszont, csak, hanem               | Ím itt e kő, de föntről e kő se látható.                                      |
| Választó     | hullámos vonal             | vagy; vagy – vagy, akár – akár                                                  | Reggelire híg kávét adtak, vagy valami lila színű levest löttyintettek.       |
| Magyarázó    | visszafelé mutató nyíl     | ugyanis, hiszen, tudniillik; azaz, vagyis, egyszóval                            | Értetlenül fogadták a verset, hiszen ekkor éppen magyarságát vonták kétségbe. |
| Következtető | előre mutató nyíl          | ezért, tehát, így, ennélfogva                                                   | Kétségbe vonták magyarságát, így nem is érthették a verset.                   |

A kapcsolatos mondat két állítást helyez egymás mellé. Az ellentétes mondatban ellentétek ütköznek; a tagmondatok vagy ellentétes tartalmúak, vagy egymással szembeállíthatók. A választó mondat tagjai különféle lehetőségeket ajánlanak fel. A magyarázó és a következtető mondatok egymás ellentétei; a magyarázóban a második tagmondat indokolja az elsőt, a következtető az első tagmondatból következteti ki a másodikat. A magyarázó mondatban a második tag módosíthatja, összefoglalhatja az első jelentését.

#### Alárendelő mondatok
Az alárendelő összetett mondatokban a mellékmondat a főmondat valamelyik mondatrészét fejti ki, vagy más jelentést ad hozzá, például a feltételes mellékmondat. A főmondatban a kifejtett mondatrész helyét utalószó foglalja. Többszörös összetételekben az egyik tagmondat lehet egy másik mellékmondata, és egy harmadik főmondata. A magyar nyelvben a fő- és a mellékmondat szórendje között nincs különbség. Sorrendjük a legtöbb mondatrészhez hasonlóan szabad, a fő- vagy mellékmondat akár be is ékelődhet a másikba. A mellékmondat kötőszaváról ismerhető fel, de bizonyos esetekben a kötőszó elmaradhat.
A mellékmondatok gyakran nem ismétlik meg a főmondat egyik elemét, csak utalnak rá. Példák: Kabátot hozott, mert fázott. /Azért hozott kabátot, mert fázott.
A vonatkozói mellékmondatok explicit antecedensre utalnak. Példák: Attól félek, nem mehetek el. Attól tartok, (hogy) nem mehetek el.